# Maria Kassel
Maria Kassel (* 19. Januar 1931; † 19. April 2022 in Münster) war eine deutsche katholische Theologin. 

## Leben
Nach dem Studium der Theologie und Germanistik wurde Kassel Gymnasiallehrerin. Von 1964 bis 1992 war sie Professorin an der Katholisch-Theologischen Fakultät der Universität Münster für das Fach Religionspädagogik. Sie war die erste Professorin an der Katholisch-Theologischen Fakultät Münster. 2000 stiftete sie einen Förderpreis für Tiefenpsychologische Exegese mit feministisch-theologischer Perspektive. Im April 2022 starb Maria Kassel im Alter von 91 Jahren in Münster.